# Cotnari, Iași
Cotnari este satul de reședință al comunei cu același nume din județul Iași, Moldova, România.
Regiunea Cotnari este cunoscută pentru viile sale, din care iese cel mai renumit vin românesc: Grasă de Cotnari. Viile sunt situate pe versantul estic al Dealului Mare al Hârlăului.

## Istoric
Pe „Dealul Cătălina” se află o cetate fortificată a traco-geților din Epoca Fierului (secolele IV-II î.Hr.), ale cărei sisteme de apărare sunt parțial conservate muzeistic.
În Evul Mediu Cotnari era un oraș locuit de o puternică comunitate de catolici germani și maghiari. În timpul lui Despot Vodă, aici a funcționat un colegiu latin (Schola Latina), aflat sub conducerea lui Johannes Sommer, unde erau predate ideile reformei.
După izbucnirea unei răscoale boierilor moldoveni care a dus la asasinarea lui Despot Vodă, școala reformată din Cotnari a fost distrusă.

## Monumente istorice

### Monumente de arheologie
- Cetatea de la Cotnari (secolul II/III p.H., epoca romană), situat pe "Dealul Cătălina", la margine ade N-V a satului; Cod LMI: IS-I-m-A-03563.01
- Cetatea de la Cotnari (secolul IV d.H., Hallstatt), situat pe "Dealul Cătălina", la margine ade N-V a satului; Cod LMI: IS-I-m-A-03563.02
- Ruinele bisericii catolice „Sf. Maria” (secolul XV, epoca medievală), situat în vatra satului; Cod LMI: IS-I-s-A-03562
- Situl arheologic de la Cotnari (secolul XV/XVII, epoca medievală), situat în vatra satului, în jurul Curții Domnești; Cod LMI: IS-I-s-A-03564

### Monumente de arhitectură
- Ansamblul medieval „Curtea Domnească” (secolul XV); Cod LMI: IS-II-a-A-04135
- Biserica „Cuvioasa Paraschiva” (1493), ctitorită de Ștefan cel Mare; Cod LMI: IS-II-m-A-04135.01
- Palatul Domnesc - ruine (sfârșitul secolului XV); Cod LMI: IS-II-m-A-04135.02
- Biserica catolică din Cotnari - ruine (secolul XV); Cod LMI: IS-II-m-A-04136

## Personalități
- Cezar Petrescu (1892-1961) - romancier, nuvelist, traducător și gazetar român

## Fotogalerie

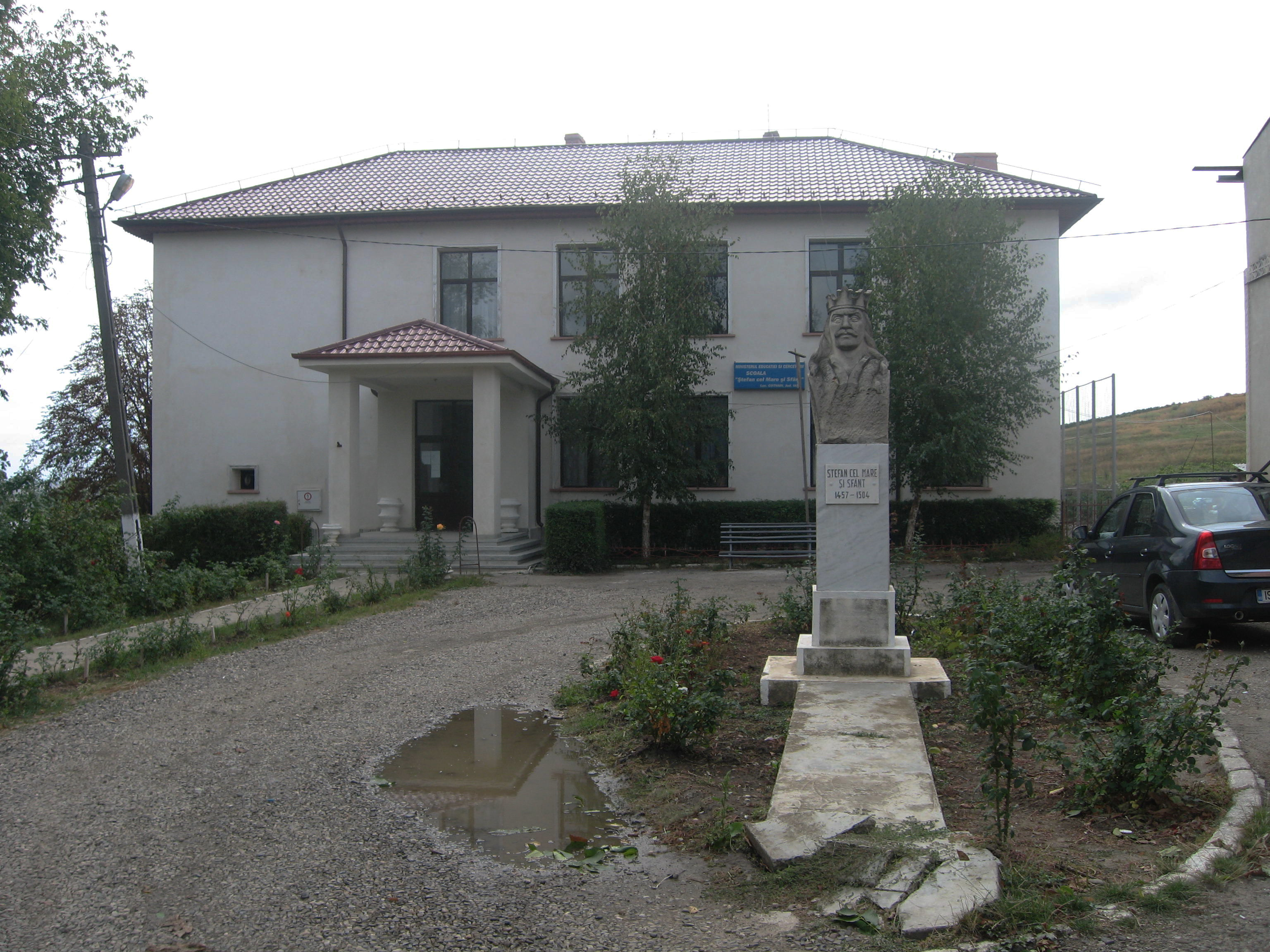
Școala "Ștefan cel Mare și Sfânt" din Cotnari și bustul voievodului aflat în fața sa
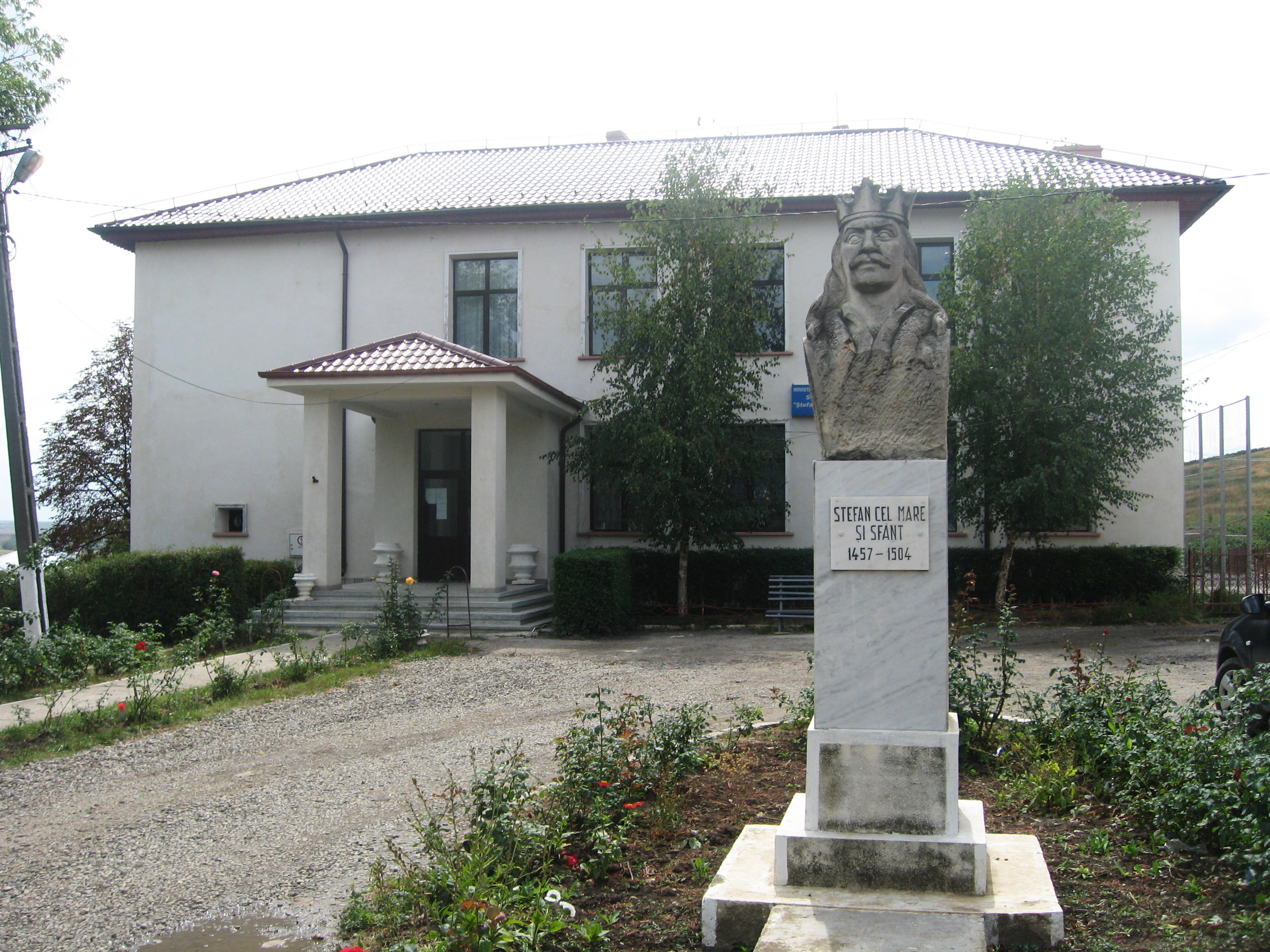
Școala "Ștefan cel Mare și Sfânt" din Cotnari și bustul voievodului aflat în fața sa
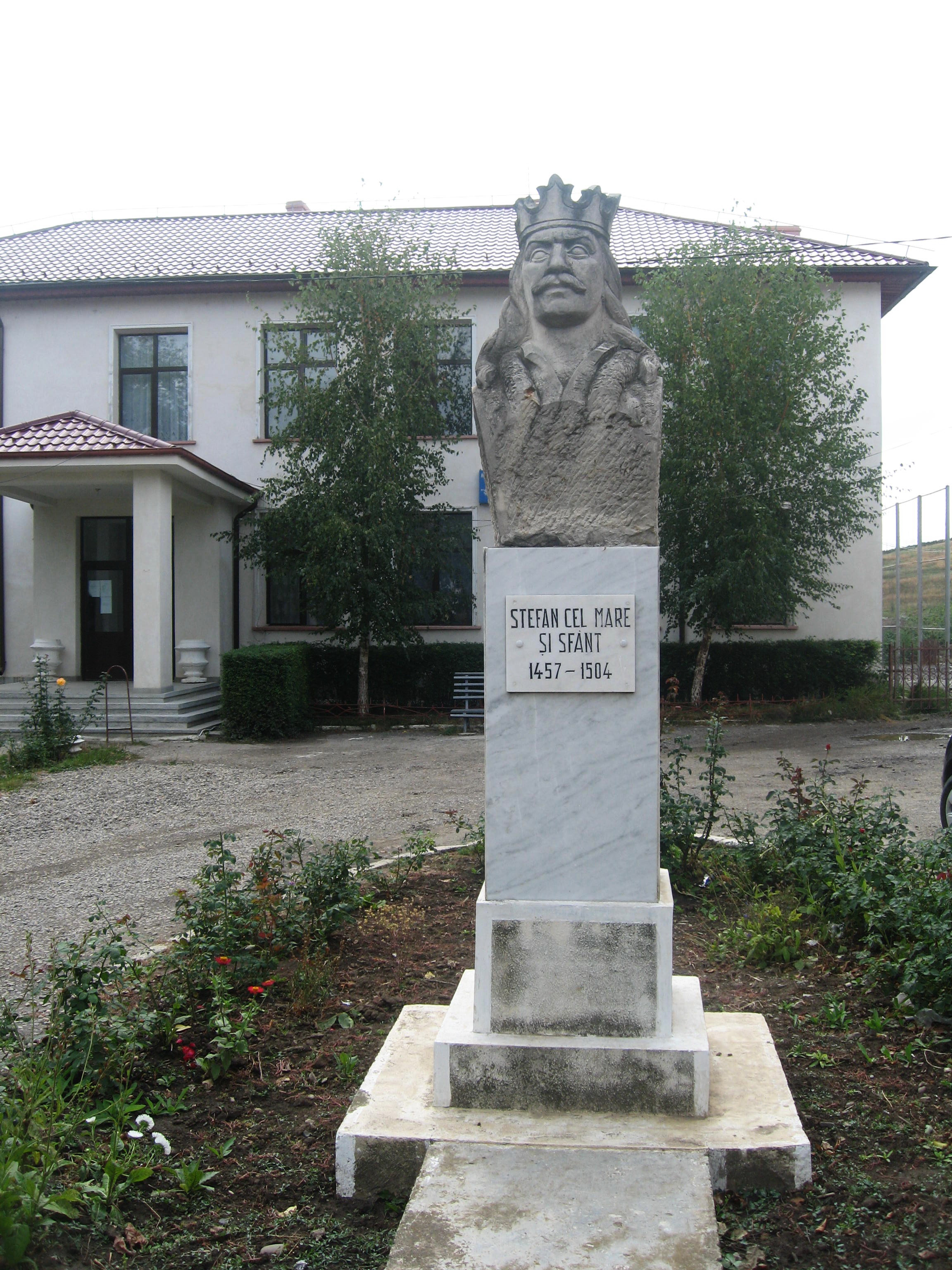
Bustul voievodului Ștefan cel Mare în fața școlii din Cotnari
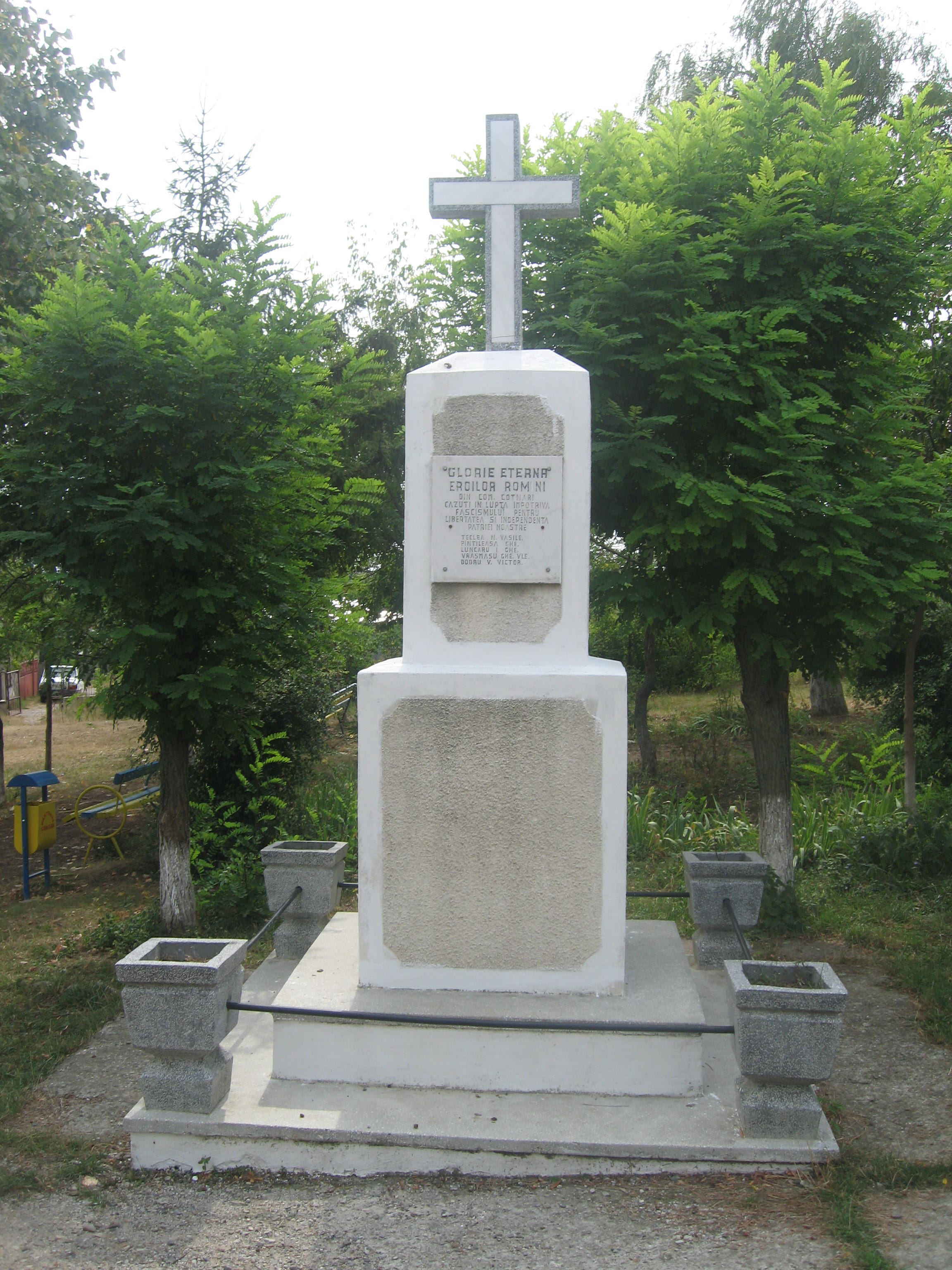
Monumentul eroilor din Cotnari